# آزادی بیان در کانادا
آزادی بیان در کانادا (انگلیسی: Freedom of speech in Canada) به‌عنوان «آزادی اساسی» توسط بخش ۲ منشور حقوق و آزادی‌های کانادایی محافظت می‌شود.

## محدودیت‌های منطقی
آزادی بیان در کانادا مطلق نیست؛ بخش یکم منشور به دولت اجازه می‌دهد قوانینی را تصویب کند که آزادی بیان را تا زمانی که محدودیت منطقی باشد و می‌تواند در جامعه‌ای آزاد و دموکراتیک توجیه شود تصویب کند.
این موضوع اغلب می‌تواند موضوع بحث و جدل باشد چون برخی احساس می‌کنند شرایط توجیه منطقی مبهم هستند و به دولت میزان غیر منطقی کنترل بر آزادی بیان را می‌دهد. برخی دیگر احساس می‌کنند که چنین محدودیت‌هایی برای متعادل کردن آزادی‌های اساسی یک حزب در برابر افراد دیگر ضروری است و در غیر این صورت خشونت سیاسی و استبداد اکثریت را محدود می‌کند. سخنرانی از روی نفرت (که به طرفداری و تحریک نسل‌کشی یا خشونت علیه یک گروه مشخص نژادی، جنسیتی، مذهبی یا دیگر قابل شناسایی نیست)، دو نمونه هستند که توجه قابل‌توجهی را از رسانه‌ها و در گفتمان عمومی به دست می‌آورند.

## قانون افترا و تهمت در کانادا
محدودیت‌های گفتار در قانون جزا در ارتباط با خیانت، فتنه، توهین‌آمیز و افتراآمیز، اخلال در عبادت مذهبی، انتشار اخبار نادرست، شرارت، بی‌شرمی، گستاخی و اشکال دیگر گنجانده شده‌اند.
استاد دومینیک کلمنت، دانشگاه آلبرتا
لیبل شامل انتشار در یک شکل ثابت از جمله نوشتن در یک کتاب یا روزنامه است. تهمت یک مسئولیت مدنی است که به فرد حق جبران خسارت ناشی از انتشار کلماتی را می‌دهد که قصد دارند شخصیت فرد را کاهش دهند. این قانون رسانه‌ها را تشویق می‌کند که با احتیاط انتشار دهند تا از هرگونه توهین و افترا جلوگیری کنند و به آزادی بیان فرد احترام بگذارند.
در بند ۲۹۸ «تهمت ناروا» براساس قانون جنایی، جرم محسوب می‌شود. بخش ۳۰۰ هرگونه تحقیر و اقدام توهین‌آمیز را به عنوان یک «ماده منتشر شده، اشتباه بدون توجیه قانونی یا عذرخواهی» تعریف می‌کند، «در بخش ۳۰۱، انتشار هرگونه تهمت و افترا را ممنوع می‌سازد».
برای مثال، جیمز کیجسترا، یکی از نفرات ضد یهود که انکار هولوکاست را به بچه‌های مدرسه‌ای در آلبرتا آموزش می‌داد، به خاطر آموزش نفرت محاکمه شد.

## سانسور در رسانه‌ها
می‌توان اینگونه استدلال کرد که سانسور و مقررات آزادی بیان در رسانه‌ها را محدود کرده و یک محیط «آزاد» نیستند. سانسور اغلب به عنوان حذف صدای فرد یا فردی توصیف می‌شود. سانسور هر دو یک انگیزه و انگیزه برای عملکرد حالت‌های خاص، نگرش‌ها و رفتار، و نحوه انتخاب یک جامعه برای سازمان دهی سیستم کنترل اجتماعی است. این سازمان ادعا می‌کند که ما بیشتر نگران گروه‌های اقتصادی هستیم که قدرت کنترل رسانه‌ها از طریق مالکیت و تبلیغات را نسبت به خود دولت دارند. رسانه‌های گروهی دیگر انعکاسی از ایده‌ها در جامعه نیستند، بلکه بخشی از ساختار یک طبقه هستند.

### جبهه آزادی‌بخش خلق کبک
پس از بحران جبهه آزادی‌بخش خلق کبک، حملات زیادی علیه مطبوعات انجام شد، و می‌گفتند که رسانه‌هایی که با پخش شایعات بحران را گسترش داده‌اند، غیر مسئولانه هستند. این انتقادات پس از مرگ پیر لاپورت در ۱۷ اکتبر سال ۱۹۷۰ به بالاترین حد خود رسید و لوئیس فیلیپ ویپ روزنامه‌نگاران را به‌عنوان مسئول مرگ او متهم کرد.

## انجمن‌ها و کنترل‌ها
موسسات کنترل در ارتباط با سازمان‌های دولتی هستند که مقررات و مقررات جدید را تغییر می‌دهند. در سال ۱۹۸۲، نخست‌وزیر پی‌یر ترودو گفت: «هنگامی که رسانه‌ها خودشان را منظم نمی‌کنند، دولت وارد عمل می‌شود.»: ۹۱ مؤسسه کنترل داخلی وجود دارند که خودشان را کنترل می‌کنند تا از تنظیم مقررات توسط دولت و گروه‌های تبلیغاتی جلوگیری شود. مانند: انجمن کانادایی شورای مطبوعات اونتاریو، انجمن‌های ناشرین.